# Alloperla
Alloperla is een geslacht van steenvliegen uit de familie groene steenvliegen (Chloroperlidae). De wetenschappelijke naam van het geslacht werd voor het eerst geldig gepubliceerd in 1906 door Nathan Banks.

## Soorten
Alloperla omvat de volgende soorten:
- Alloperla acadiana Harper, 1984
- Alloperla acietata Zapekina-Dulkeit, 1975
- Alloperla aracoma Harper & Kirchner, 1978
- Alloperla atlantica Baumann, 1974
- Alloperla banksi Frison, 1942
- Alloperla biserrata Nelson & Kondratieff, 1980
- Alloperla caddo Poulton & Stewart, 1987
- Alloperla caudata Frison, 1934
- Alloperla chandleri Jewett, 1954
- Alloperla chloris Frison, 1934
- Alloperla concolor Ricker, 1935
- Alloperla delicata Frison, 1935
- Alloperla deminuta Zapekina-Dulkeit, 1970
- Alloperla elevata Frison, 1935
- Alloperla erectospina Wu, 1938
- Alloperla fraterna Frison, 1935
- Alloperla furcula Surdick, 1981
- Alloperla hamata Surdick, 1981
- Alloperla idei (Ricker, 1935)
- Alloperla imbecilla (Say, 1823)
- Alloperla ishikariana Kohno, 1953
- Alloperla joosti Zwick, 1972
- Alloperla kurentzovi Zhiltzova & Zapekina-Dulkeit, 1977
- Alloperla kurilensis Zhiltzova, 1978
- Alloperla lenati Kondratieff & Kirchner, 2004
- Alloperla leonarda Ricker, 1952
- Alloperla mediata (Navás, 1925)
- Alloperla medveda Ricker, 1952
- Alloperla nanina Banks, 1911
- Alloperla natchez Surdick & Stark, 1980
- Alloperla neglecta Frison, 1935
- Alloperla ouachita Stark & Stewart, 1983
- Alloperla pagmaensis Kawai, 1966
- Alloperla petasata Surdick, 2004
- Alloperla picta Zwick, 1973
- Alloperla pilosa Needham & Claassen, 1925
- Alloperla prognoides Surdick, 2004
- Alloperla roberti Surdick, 1981
- Alloperla rostellata (Klapálek, 1923)
- Alloperla sapporensis (Okamoto, 1912)
- Alloperla serrata Needham & Claassen, 1925
- Alloperla severa (Hagen, 1861)
- Alloperla stipitata Surdick, 2004
- Alloperla thalia Ricker, 1952
- Alloperla thompsoni Nelson & Hanson, 1968
- Alloperla tiunovae Teslenko, 2009
- Alloperla trapezia (Navás, 1930)
- Alloperla usa Ricker, 1952
- Alloperla voinae Ricker, 1947
- Alloperla vostoki Ricker, 1947
- Alloperla yangi Li & Wang, 2011